# Messe de Thomas
La messe de Thomas est une forme de messe alternative de l'Église évangélique luthérienne, qui a été influencée à la fois par le mouvement liturgique et par le protestantisme évangélique du 20e siècle. 
Le nom de la messe fait référence à l'apôtre Thomas, qui est connu comme un "sceptique", et vise à transmettre une approche facile.
Pour les catholiques, cette forme liturgique s'appelle la messe de Jonas.